# فوكسهول (دائرة انتخابية في المملكة المتحدة)
فوكسهول (بالإنجليزية: Vauxhall)‏ هي إحدى الدوائر الانتخابية في المملكة المتحدة الممثلة في مجلس العموم في برلمان المملكة المتحدة.
عضو البرلمان الذي يمثلها حالياً هو :Kate Hoey (Lab).